# Annona cherimola
Chérimolier, Cherimoya
Espèce
Classification phylogénétique
Le chérimolier (Annona cherimola) — appelé Cherimoya, Chirimoya, ou Churimoya en Amérique du Sud — est un arbre de la famille des Annonaceae donnant un fruit nommé la chérimole, dont le goût est semblable à celui de la pomme cannelle, du cœur de bœuf et du corossol, provenant tous d'arbres du genre Annona.
Le nom de la plante provient d'un mot quechua, chirimuya, qui signifie « graines du froid » et indique que les graines sont capables de germer à de hautes altitudes.

## Description
Le chérimolier est un arbuste de 2 à 7 mètres, au port buissonnant, souvent ramifié depuis la base. Les jeunes rameaux sont couverts d'un duvet rougeâtre.
Les feuilles entières, obovales-lancéolées, de 8 à 12 cm sur 4 à 6 cm, ont la face supérieure séricées puis glabre, et l'inférieure nettement veloutée.
Les fleurs, hermaphrodites et solitaires, portent 6 pétales charnus (en 2 cycles).
Les chérimoles, nommées improprement annones/anones, sont subovoïdes, à pulpe blanche, les graines noires de 15 × 9 mm. La saveur du fruit est sub-acide et délicate, parfois décrite[Par qui ?] comme un mélange entre l'ananas, la mangue et la fraise.
« L'ananas, le mangoustan et le chérimole », écrit le botaniste Berthold Carl Seemann, « sont considérés comme les meilleurs fruits du monde, et je les ai goûtés dans les localités où ils sont censés atteindre leur plus haute perfection : l'ananas en Guayaquil, le mangoustan de l'archipel indien, et le chérimole sur les pentes des Andes, et si on me demandait lequel est le meilleur je répondrais sans hésiter, le chérimole. Son goût surpasse même celui de tout autre fruit, et Haenke avait raison quand il l’appela le chef-d’œuvre de la Nature. »

## Écologie
Le chérimolier est originaire de la cordillère des Andes, dans les hautes vallées de la Bolivie, du sud de l'Équateur et du nord du Pérou, et pousse à l'état sauvage à une altitude comprise entre 1 300 et 2 600 mètres. En Équateur, le chérimolier est présent dans les régions où la température annuelle moyenne varie de 18 à 20 °C, la température minimale variant de 10 à 12 °C et la température maximale allant de 26 à 30 °C. Les précipitations annuelles varient entre 800 et 1 000 mm (concentrées sur 8 mois de l'année).
C'est l'aire de répartition la plus commune dans les endroits où le chérimolier est sauvage.

## La culture
La culture se fait au niveau mondial dans des zones de climat subtropical y compris le bassin méditerranéen. L'Espagne est en tête de la production mondiale avec quelque 3 600 ha cultivés dans le sud du pays et un rendement de 20 000 tonnes en 1991. L'Israël et l'Italie en produisent également.
Il est considéré comme une culture importante au Chili, où il est cultivé sur environ 1 000 ha pour le marché national et international .
Ce fruit est également produit à une l'échelle commerciale plus limitée en Argentine, en Bolivie, en Équateur, au Mexique et au Pérou, tandis que la production  est récente en Colombie et au Brésil.
Aux États-Unis, la Californie du Sud le cultive depuis 1871; sur 120 ha  sont produits annuellement 1 000 tonnes destinées au marché intérieur et à l'exportation.
En dehors de l'Europe et des Amériques, le chérimoye est cultivé en Afrique Centrale, en Thaïlande, en Indonésie, en Australie et plus récemment en Nouvelle-Zélande.
Dans les régions où l'on a introduit ce fruit, la fécondation des fleurs doit être assistée, car le pollen vient à maturité un jour après le pistil. Les fruits mûrissent dans un délai de cinq à huit mois.

## Exportation en Europe
La chérimole fait partie des fruits qui peuvent être cueillis non mûrs (dit climactériques). Il peut être stocké et transporté en chambre froide plusieurs mois sans mûrir. Sa maturation n'interviendra que sur l'étal ou chez le client final. Une fois mûr, il est très sensible, car avec la maturité le fruit se ramollit.

## Utilisation en cuisine
Le fruit est très apprécié mûr, et son goût varie suivant le degré de maturité aussi fortement qu'une banane. Néanmoins, on peut l'utiliser en association avec des fruits qui tranchent en couleurs et en goût comme la fraise, la framboise, ou la papaye. Au Chili, on en fait de la glace. Au Chili on fait aussi la chirimoya alegre, chérimole en salade de fruits avec du jus d'orange.
Le fruit met de 24 à 72 heures à passer d'un état très dur à un état mou, et cela va d'autant plus vite que la température ambiante est élevée (de 20 à 27 °C). Il se comporte un peu comme un avocat.

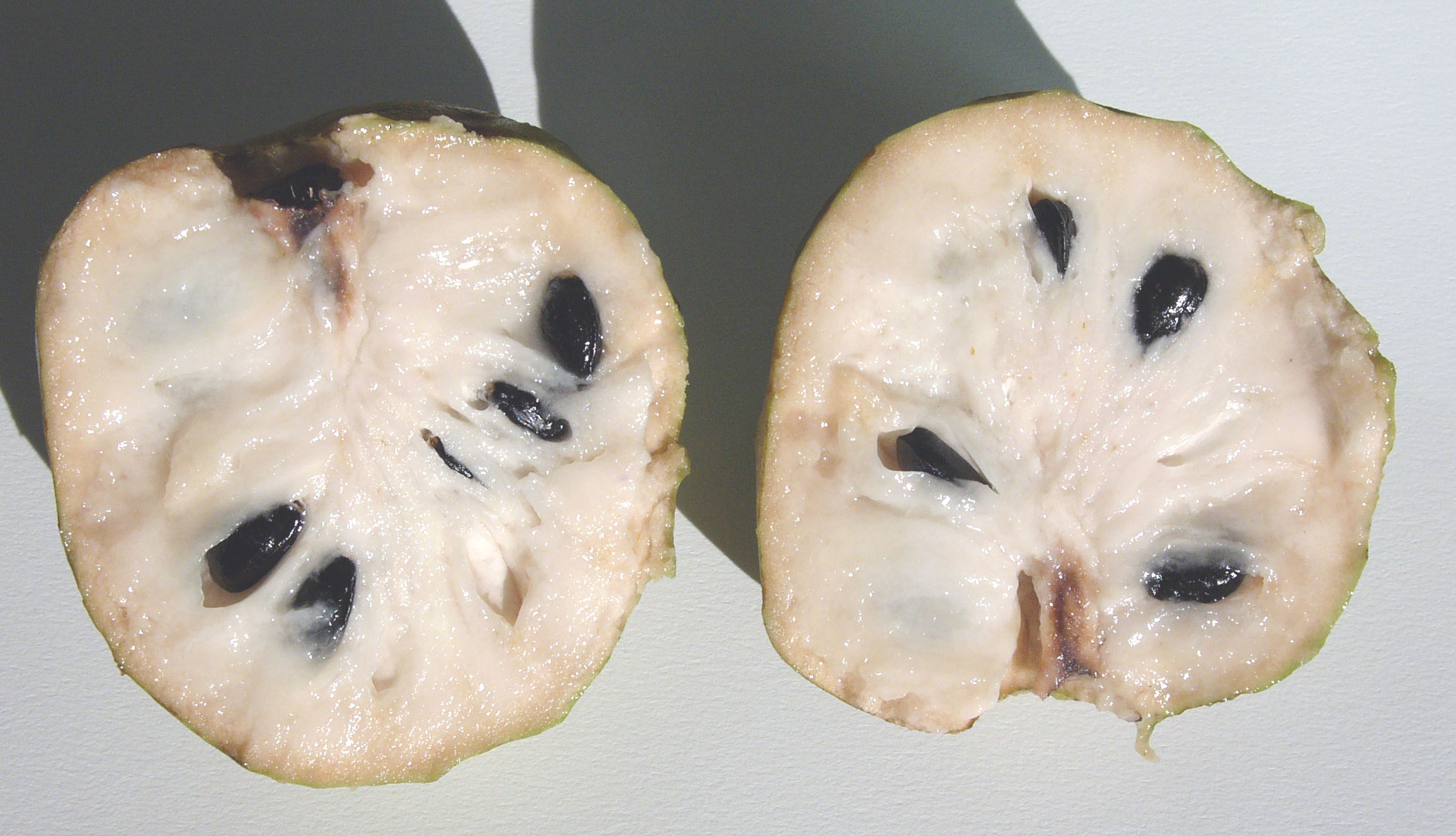
Chérimole coupée en deux.
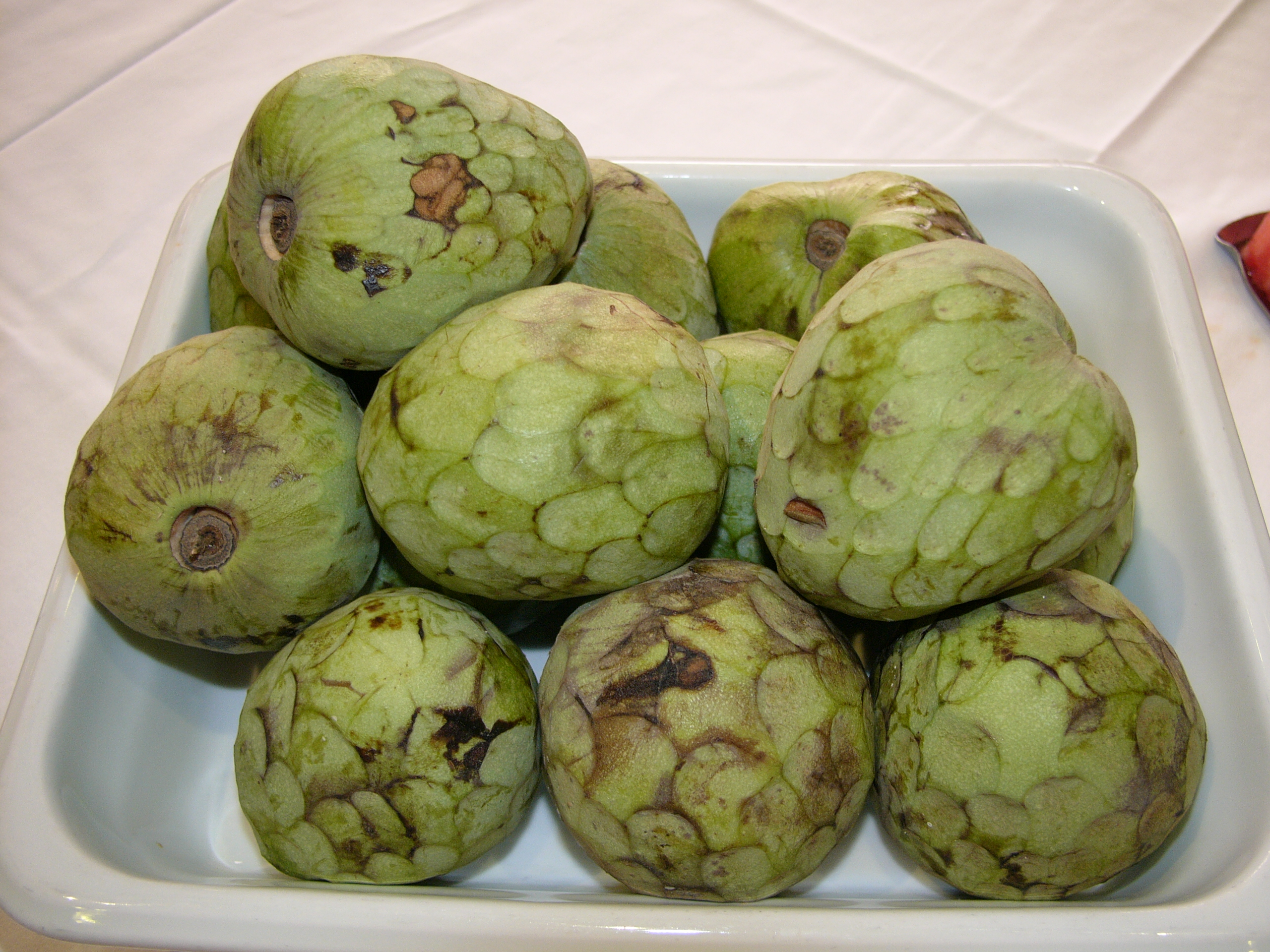
Fruits mûrs.
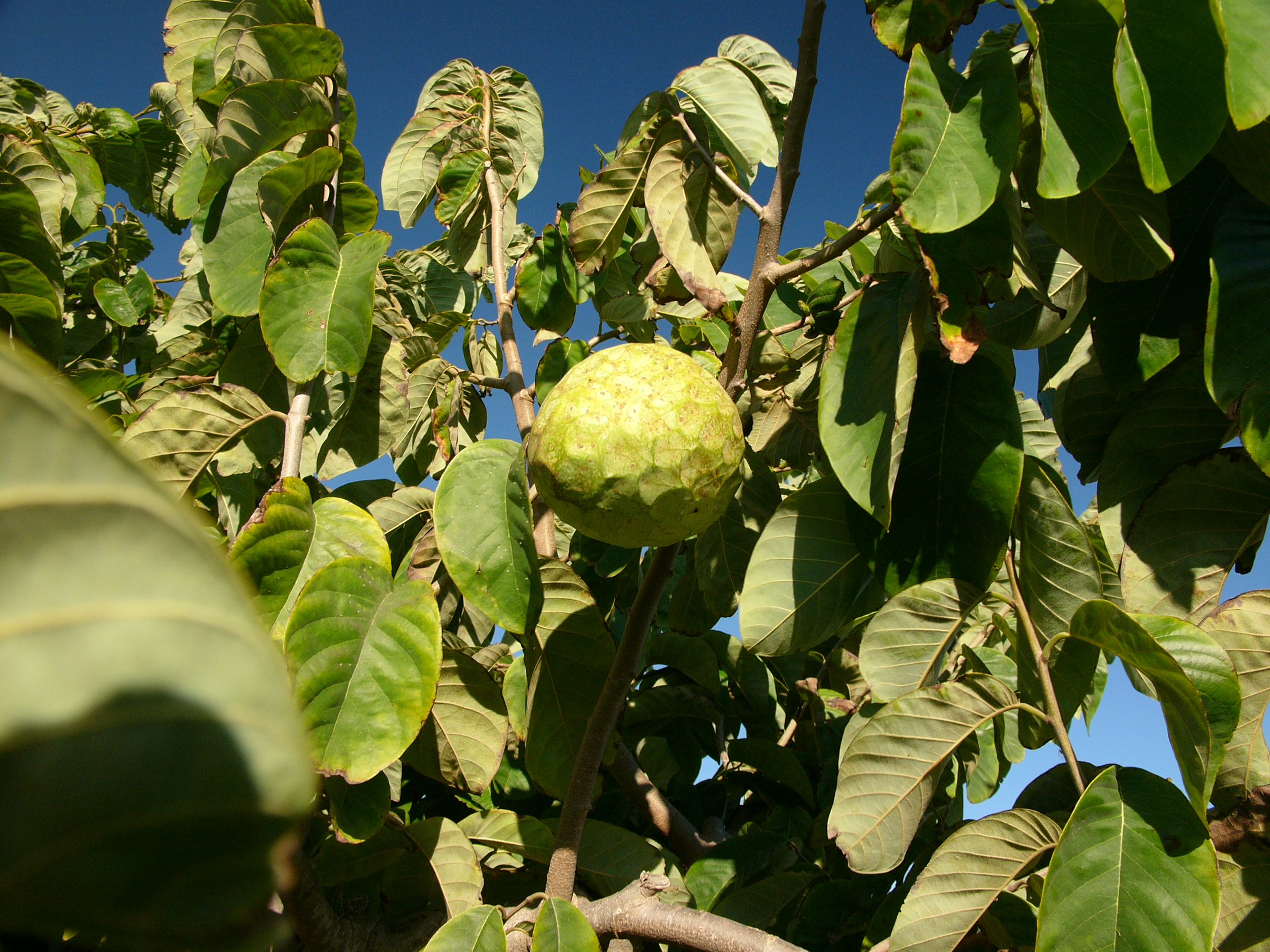
Fruits sur l'arbre.
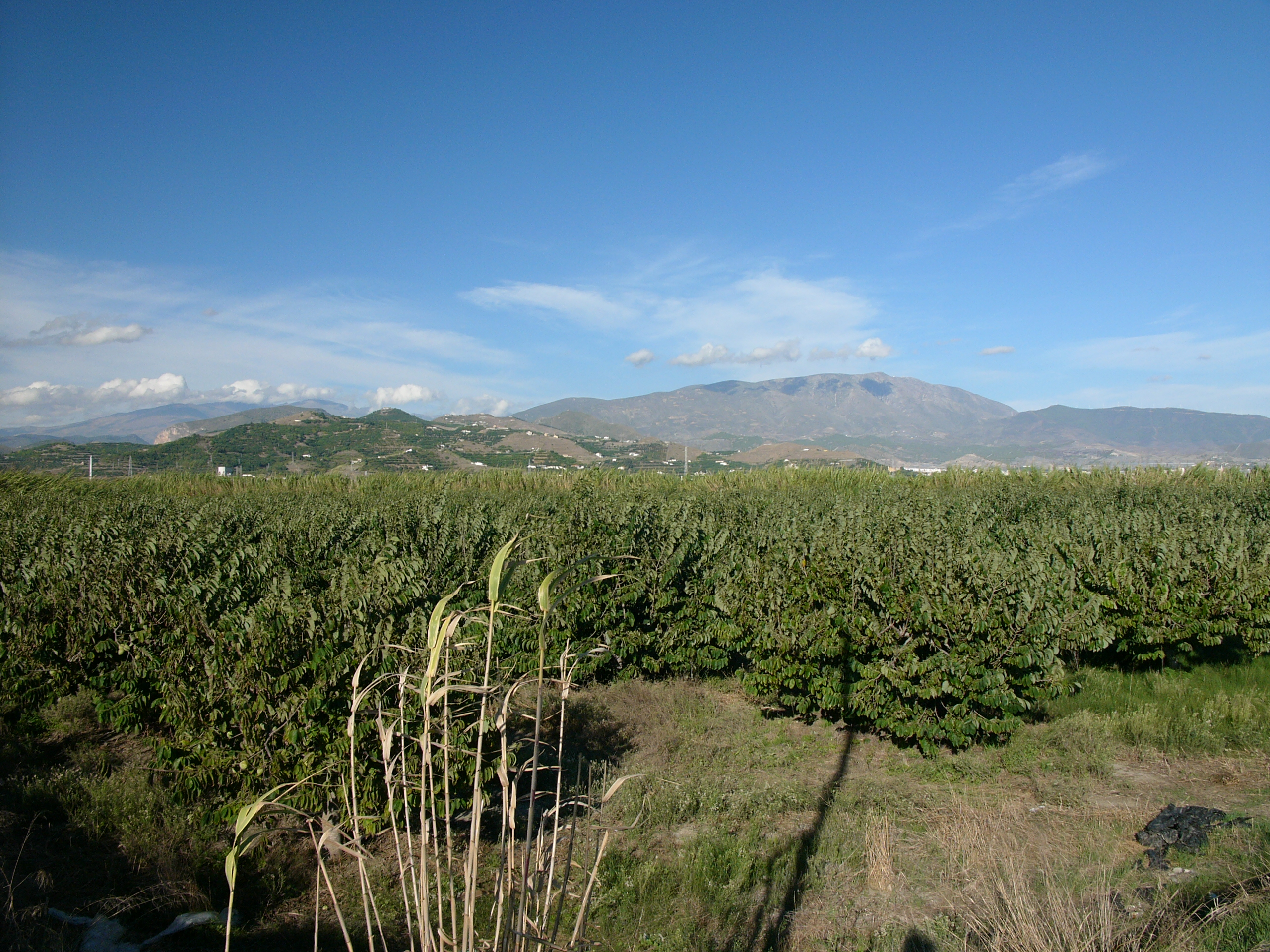
Plantations au sud de l'Andalousie.
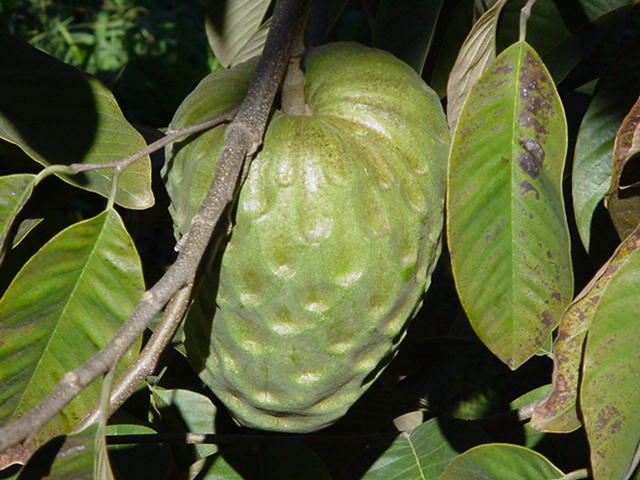
Chérimolier cultivé au Brésil.

## Propriétés nutritionnelles
La chérimole est composée à 75 % d'eau. Son haut contenu en fibre en fait un laxatif naturel. Elle est également riche en vitamines C, sodium et potassium. Elle est recommandée pour les personnes souffrant d'hypertension artérielle, de problèmes cardiaques et de cholestérol.

## Neurotoxicité
Comme chez les autres fruits de la famille des annonacées, le fruit (notamment les graines et la peau) contient des acétogénines neurotoxiques,,,, telles que l'annonacine, contenue également dans le corossol et impliquée dans des cas de parkinsonisme atypique en Guadeloupe.